# Czatkobatrachus
Czatkobatrachus is een geslacht van uitgestorven proanurische amfibieën, dicht bij de oorsprong van de Anura (kikkers en padden), leefde in het Vroeg-Trias, ongeveer 251-247 miljoen jaar geleden (Olenekien), waarvan de fossiele overblijfselen zijn gevonden in Polen.

## Naamgeving
De typesoort Czatkobatrachus polonicus werd in 1998 door Evans e.a. benoemd. De geslachtsnaam verbindt een verwijzing naar Czatkowice met een Grieks batrachos, 'kikker'. De soortaanduiding verwijst naar de herkomst uit Polen.
Het holotype is ZPAL Ab. IV/7, een rechterdarmbeen. Talrijke losse overblijfselen gevonden in spleetvullingen in het Czatkowice-gebied van Polen zijn toegewezen.

## Beschrijving
Czatkobatrachus is bekend van honderden losse botten, bewaard in een karstafzetting; een gedetailleerde reconstructie van het dier is daarom onmogelijk. De botten lijken echter erg op die van een andere amfibie uit het Vroeg-Trias, Triadobatrachus massinoti uit Madagaskar. Czatkobatrachus was veel kleiner dan de vorm uit Madagaskar (de lengte van een volwassen exemplaar mag niet langer zijn dan vijf centimeter) en de vorm van de romp was in bepaalde kenmerken een voorafspiegeling die van de huidige Anura.
Net als bij Triadobatrachus waren de ellepijp en het spaakbeen nog steeds gescheiden (ze zijn versmolten bij huidige kikkers die de onderarm niet meer kunnen roteren), net als het scheen- en het kuitbeen, maar de sacrale ribben waren samengesmolten met het wervelcentrum (en niet nog verbonden door een beennaad). Er was geen spoor van neurocentrale hechtingen in de wervels van de romp, en de gereduceerde transversale uitsteeksels van de wervels suggereren dat er een reductie of zelfs verdwijning van de rompribben was. De atlas was, zoals bij alle Anura, verstoken van ribben. Het scapularcoracoïde behoudt de fusie tussen schouderblad en ravenbeksbeen die typisch is voor amfibieën uit het Paleozoïcum, maar vertoont een aanvankelijke verlenging van het supraglenoïde foramen, dat een soort spleet zal worden bij de huidige Anura. De schouderkom was halfbolvormig en stelde Czatkobatrachus in staat het opperarmbeen volledig te roteren, zoals bij de Anura en in tegenstelling tot de amfibieën uit het Paleozoïcum. De staart was erg kort en bestond uit afzonderlijke wervels.
In het algemeen lijkt het erop dat Czatkobatrachus langere benen en een meer verbeend skelet had dan Triadobatrachus. Het is waarschijnlijk dat Czatkobatrachus een uitgesproken bodembewoner was en misschien al een huppelende gang had zoals moderne kikkers.

## Fylogenie
Samen met Triadobatrachus wordt dit dier dicht bij de oorsprong van de Anura geplaatst, binnen de clade Salientia.
Triadobatrachus en Czatkobatrachus laten zien dat de evolutie van het bekken (langwerpig en naar voren gerichte darmbeenblad, verminderd schaambeen) en sommige aspecten van het ilio-sacrale gewricht (losmaken van het ilio-sacrale contact, ontwikkeling van een ophangsysteem) voorafgingen aan de evolutie van die kenmerken uniek geassocieerd met het vermogen om te springen (urostyle, fusie en verlenging van de botten van de onderarm en scheen- en kuitbeen, een afzonderlijk coracoïde element en een meer parasagittale positie van de voorpoot om te springen). Het functionele complex dat geschikt is om te springen zou zijn geëvolueerd tijdens het Jura, met vormen als Prosalirus (Evans en Borsuk − Białynicka, 2009).

## Paleobiologie
Czatkobatrachus leefde in een nogal droge omgeving, met enkele wetlands en enkele niet-permanente wateren, omgeven door vegetatie (oase). Het dieet moest bestaan uit insecten, die leefden in de vegetatie rond de watermassa's (Evans en Borsuk − Białynicka, 2009).